# Regulka
Regulka (Regulanka) – potok, lewostronny dopływ Wisły o długości 12,66 km.
Potok płynie w gminie Alwernia. Jego źródła znajdują się w Regulicach i Nieporazie. Uchodzi do Wisły w Okleśnej. Dopływem Regulki jest potok Brodła. Główne źródło w Simocie ma wydajność 3-5 l/s, a temperatura wody w potoku latem nie przekracza 9 °C[niewiarygodne źródło?].
W jego wodach występuje między innymi pstrąg potokowy.
Stanisław Polaczek w monografii Powiat Chrzanowski w W. Ks. Krakowskiem z 1914 roku dokładnie opisał źródła Regulki.